# Premio Dirac

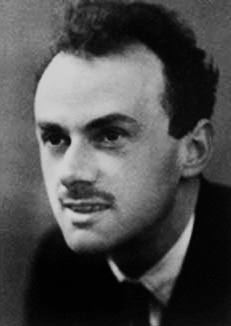
Paul Dirac

Premio Dirac è il nome di quattro prestigiose onorificenze conferite a scienziati che si sono distinti nei settori della fisica teorica, della matematica e della chimica. Sono intitolate al fisico britannico Paul Dirac, premio Nobel per la fisica nel 1933 e tra i fondatori della teoria quantistica.
La prima ad essere istituita è stata la "Dirac Medal for the Advancement of Theoretical Physics", assegnata dalla University of New South Wales di Sydney e dall'Australian Institute of Physics a partire dal 1979 per commemorare la visita di Dirac all'università nel 1975, durante la quale diede cinque lezioni di fisica teorica. Il nome è stato poi cambiato in "Dirac Medal and Lecture".
Nel 1985 l'International Centre for Theoretical Physics di Trieste (ICTP) ha istituito un proprio premio dedicato a Dirac, noto come "Medaglia Dirac dell'ICTP". Nel 1987 l'Institute of Physics di Londra ha istituito il "Premio e medaglia Dirac", e nel 1998 la World Association of Theoretical and Computational Chemists (WATOC) ha istituito il "Premio Dirac per la chimica".

## Dirac Medal and Lecture
Il premiò è assegnato congiuntamente dalla University of New South Wales e dall'Australian Institute of Physics a scienziati che hanno dato notevoli contributi nel settore della fisica teorica. Consiste in una medaglia d'argento e in una somma in denaro.
Elenco dei premiati:
- 1979  Hannes Alfvén
- 1981  John Clive Ward
- 1983  Nicolaas Bloembergen
- 1985  David Pines
- 1987  Robert Hofstadter
- 1988  Klaus von Klitzing
- 1989  Carlo Rubbia e Kenneth Wilson
- 1990  Norman Foster Ramsey
- 1991  Herbert A. Hauptman
- 1992  Wolfgang Paul
- 1996  Edwin Ernest Salpeter
- 2002  Heinrich Hora
- 2003  Ėduard Šurjak
- 2004  Iosif Chriplovič
- 2006  Sir Roger Penrose
- 2008  Harald Fritzsch
- 2010  George Sudarshan
- 2011  Lord May of Oxford
- 2012  Brian Schmidt
- 2013  Sir Michael Pepper
- 2014  Serge Haroche
- 2015  Subir Sachdev
- 2016  Kenneth Freeman
- 2017  Boris Altshuler
- 2018
- 2019  Lene Hau
- 2020  Susan Scott

## Medaglia Dirac dell'ICTP
È assegnata ogni anno dall'International Centre for Theoretical Physics (ICTP) di Trieste. Il premio viene assegnato l'8 agosto (data di nascita di Paul Dirac) di ogni anno.
La medaglia Dirac dell'ICTP non viene assegnata a chi ha già vinto il premio Nobel, oppure la medaglia Fields, oppure il premio Wolf. Tuttavia, numerosi vincitori della medaglia Dirac sono stati in seguito insigniti di questi ultimi premi. La medaglia è assegnata da un comitato internazionale di scienziati che riceve le candidature da altri scienziati che operano nei campi della fisica teorica o della matematica. Il vincitore riceve una medaglia e un premio in denaro di 5.000 dollari.
Elenco dei premiati:
- 1985  Edward Witten, Jakov Zel'dovič
- 1986  Aleksandr Poljakov, Yōichirō Nambu
- 1987  Bruno Zumino, Bryce DeWitt
- 1988  David J. Gross, Efim Fradkin
- 1989  John Schwarz, Michael Green
- 1990  Ljudvig Dmitrievič Faddeev, Sidney Coleman
- 1991  Jeffrey Goldstone, Stanley Mandelstam
- 1992  Nikolaj Bogoljubov, Jakov Sinaj
- 1993  Daniel Freedman, P. van Nieuwenhuizen, Sergio Ferrara
- 1994  Frank Wilczek
- 1995  Michael Berry
- 1996  Martinus Veltman, Tullio Regge
- 1997  David Olive, Peter Goddard
- 1998  Roman Jackiw, Stephen L. Adler
- 1999  Giorgio Parisi
- 2000  Helen Quinn, Howard Georgi, Jogesh Pati
- 2001  John Hopfield
- 2002  Alan Guth, Andrej Linde, Paul Steinhardt
- 2003  Robert Kraichnan, Vladimir Zacharov
- 2004  Curtis Callan, James Bjorken
- 2005  Patrick Lee, Samuel Edwards
- 2006  Peter Zoller
- 2007  Jean Iliopoulos, Luciano Maiani
- 2008  Joe Polchinski, Juan Maldacena, Cumrun Vafa
- 2009  Roberto Car, Michele Parrinello
- 2010  Nicola Cabibbo, George Sudarshan
- 2011  Edouard Brezin, John Cardy, Aleksandr Zamolodčikov
- 2012  Duncan Haldane, Charles Kane, Shoucheng Zhang
- 2013  Tom Kibble, Jim Peebles, Martin Rees
- 2014  Ashoke Sen, Andrew Strominger, Gabriele Veneziano
- 2015  Aleksej Kitaev, Greg Moore, Nicholas Read
- 2016  Nathan Seiberg, Michail Šifman, Arkadij Vajnštejn
- 2017  Charles H. Bennett, David Deutsch, Peter Shor
- 2018  Subir Sachdev, Dam Thanh Son, Xiao-Gang Wen
- 2019  Vjačeslav Muchanov, Aleksej Starobinskij, Rašid Sjunjaev
- 2020  André Neveu, Pierre Ramond, Miguel Angel Virasoro
- 2021  Alessandra Buonanno, Thibault Damour, Frans Pretorius, Saul Teukolsky
- 2022  Joel Lebowitz, Elliott H. Lieb, David Ruelle[5]
- 2023  Jeffrey Harvey, Igor Klebanov, Stephen Shenker, Leonard Susskind
- 2024  Horacio Casini, Marina Huerta, Shinsei Ryu, Tadashi Takayanagi

## Premio e medaglia Paul Dirac dell'IOP
Il "Premio e medaglia Paul Dirac" è conferito annualmente dall'Institute of Physics di Londra per importanti contributi alla fisica teorica, a fisici britannici o che hanno svolto una parte consistente del loro lavoro nelle Isole Britanniche. Il premio consiste in una medaglia d'argento placcata in oro e una somma di 1.000 sterline. Fu istituito nel 1985 e assegnato per la prima volta nel 1987.
Elenco dei premiati:
- 1987  Stephen Hawking
- 1988  John Stewart Bell
- 1989  Roger Penrose
- 1990  Michael Berry
- 1991  Rudolf Peierls
- 1992  Anthony Leggett
- 1993  David Thouless
- 1994  Volker Heine
- 1995  Daniel Walls
- 1996  John Pendry
- 1997  Peter Higgs
- 1998  David Deutsch
- 1999  Ian Percival
- 2000  John Cardy
- 2001  Brian Ridley
- 2002  John Hannay
- 2003  Christopher Hull
- 2004  Michael Green
- 2005  John Ellis
- 2006  Mike Gillan
- 2007  David Sherrington
- 2008  Bryan Webber
- 2009  Michael Cates
- 2010  James Binney
- 2011  Christopher Isham
- 2012  Graham Garland Ross
- 2013  Stephen Barnett
- 2014  Tim Palmer
- 2015  John Barrow
- 2016  Sandu Popescu
- 2017  Michael Duff
- 2018  John Chalker
- 2019  Richard Keith Ellis
- 2020  Carlos Frenk
- 2021  Steven Balbus
- 2022  Michael William Finnis

## Medaglia Dirac per la chimica
La "Medaglia Dirac per la chimica" è assegnata annualmente dalla World Association of Theoretical and Computational Chemists (WATOC) a scienziati al di sotto dei 40 anni che hanno fornito importanti contributi alla chimica teorica e/o alla chimica computazionale. Il premio fu conferito per la prima volta nel 1998.
Elenco dei premiati:
- 1998  Timothy Lee
- 1999  Peter Gill
- 2000  Jiali Gao
- 2001  Martin Kaupp
- 2002  Jerzy Cioslowski
- 2003  Peter Schreiner
- 2004  Jan Martin
- 2005  Ursula Roethlisberger
- 2006  Lucas Visscher
- 2007  Anna Krylov
- 2008  Kenneth Ruud
- 2009  Jeremy Harvey
- 2010  Daniel Crawford
- 2011  Leticia González
- 2012  Paul Ayers
- 2013  Filipp Furche
- 2014  Denis Jacquemin
- 2015  Edward Valeev
- 2016  Johannes Neugebauer
- 2017  Francesco Evangelista
- 2018  Erin Johnson
- 2019  Satoshi Maeda